# Copa de Clubes de la CECAFA 2001
La Copa de Clubes de la CECAFA 2001 fue la 27ª edición de este torneo de fútbol a nivel de clubes de África organizado por la CECAFA y que contó con la participación de 8 equipos representantes de África Central y África Oriental.
El campeón defensor Tusker de Kenia venció al Oserian FC de Kenia en la final disputada en Nairobi, Kenia para ganar el título por cuarta ocasión.

## Equipos Ausentes
El Vital'O FC de Burundi no pudo participar debido a problemas financieros, el Al-Merreikh Omdurmán de Sudán no pudo participar debido a un conflicto que tuvieron con Sudán, el FNP de Yibuti fue reemplazado por el CDA FC y los equipos de Tanzania y Zanzíbar fueron suspendidos por la FIFA, aunque Zanzíbar no pertenece a ese organismo.

## Fase de grupos

### Grupo A
Todos los partidos se jugaron en la capital Nairobi.
| 20 de enero de 2001 | Tusker                                  | 4:0 | Elman FC | Nairobi City Stadium, Nairobi, Kenia |  |
|                     | Obare 8', 19' · Odidi 57' · Karanja 71' |     |          |                                      |  |

| 22 de enero de 2001 | Saint-George SA                             | 3:0 | CDA FC | Nairobi City Stadium, Nairobi, Kenia |  |
|                     | Yo. Tesfaye 5' · Mekunen 57' · Getachew 90' |     |        |                                      |  |

| 24 de enero de 2001 | CDA FC                           | 3:1 | Elman FC   | Nairobi City Stadium, Nairobi, Kenia |  |
|                     | Mohammed 12' · Mohhamed 57', 86' |     | Omar 90+1' |                                      |  |

| 25 de enero de 2001 | Tusker      | 1:0 | Saint-George SA | Nairobi City Stadium, Nairobi, Kenia |  |
|                     | Siranga 37' |     |                 |                                      |  |

| 27 de enero de 2001 | Elman FC | 0:5 | Saint-George SA                                                             | Nairobi City Stadium, Nairobi, Kenia |  |
|                     |          |     | Yi. Tesfaye 13' · Mekunen 17' · Bekale 30' · Segebu 54', 70' · Getachew 78' |                                      |  |

| 28 de enero de 2001 | Tusker                                                              | 6:0 | CDA FC | Nairobi City Stadium, Nairobi, Kenia |  |
|                     | Karanja 43', 59' · Odidi 55' · Obare 61' · Sibaga 73' · Malumbe 80' |     |        |                                      |  |

| Club            | G | E | P | GF | GC | Pts |
| --------------- | - | - | - | -- | -- | --- |
| Tusker          | 3 | 0 | 0 | 11 | 0  | 9   |
| Saint-George SA | 2 | 0 | 1 | 9  | 1  | 6   |
| CDA FC          | 1 | 0 | 2 | 3  | 10 | 3   |
| Elman FC        | 0 | 0 | 3 | 1  | 13 | 0   |

### Grupo B
Todos los partidos se jugaron en la ciudad de Mombasa.
| 21 de enero de 2001 | Oserian FC                              | 3:0 | Red Sea FC | Mombasa Stadium, Mombasa, Kenia |  |
|                     | Miururi 48' · Ambani 60' · Mukhwana 85' |     |            |                                 |  |

| 22 de enero de 2001 | Villa SC                                 | 3:2 | APR FC                     | Mombasa Stadium, Mombasa, Kenia |  |
|                     | Mugumba 39' · Lusamukha 69' · Kadogo 80' |     | Bagumaha 59' · Kyeyune 90' |                                 |  |

| 24 de enero de 2001 | APR FC | 0:2 | Oserian FC            | Mombasa Stadium, Mombasa, Kenia |  |
|                     |        |     | Juma 26' · Muffat 60' |                                 |  |

| 25 de enero de 2001 | Villa SC                          | 2:0 | Red Sea FC | Mombasa Stadium, Mombasa, Kenia |  |
|                     | Mukasa 15' (pen.) · Lusamukha 41' |     |            |                                 |  |

| 27 de enero de 2001 | Oserian FC                   | 3:0 | Villa SC | Mombasa Stadium, Mombasa, Kenia |  |
|                     | Ambani 50' · Baraza 55', 72' |     |          |                                 |  |

| 28 de enero de 2001 | Red Sea FC | 1:3 | APR FC                                          | Mombasa Stadium, Mombasa, Kenia |  |
|                     | Nrayo 66'  |     | Kalisa 7' · Nshimiyimana 58' (pen) · Hassan 88' |                                 |  |

| Club       | G | E | P | GF | GC | Pts |
| ---------- | - | - | - | -- | -- | --- |
| Oserian FC | 3 | 0 | 0 | 8  | 0  | 9   |
| Villa SC   | 2 | 0 | 1 | 5  | 5  | 6   |
| APR FC     | 1 | 0 | 2 | 5  | 6  | 3   |
| Red Sea FC | 0 | 0 | 2 | 1  | 8  | 0   |

## Semifinales
| 1 de febrero de 2001 | Tusker    | 1:0 | Villa SC | Nairobi City Stadium, Nairobi, Kenia |  |
|                      | Obare 34' |     |          |                                      |  |

| 1 de febrero de 2001 | Oserian FC  | 1:1 (4-3 p.) | Saint-George SA | Mombasa Stadium, Mombasa, Kenia |  |
|                      | Miururi 68' |              | Belay 21'       |                                 |  |

## Tercer Lugar
| 3 de febrero de 2001 | Saint-George SA | 1:0 | Villa SC | Nairobi City Stadium, Nairobi, Kenia |  |
|                      | Yo. Tasfaye 20' |     |          |                                      |  |

## Final
| Equipo 1 | Resultado    | Equipo 2   |
| -------- | ------------ | ---------- |
| Tusker   | 0-0 (3-0 p.) | Oserian FC |

## Campeón
| Copa de Clubes de la CECAFA 2001 |
| -------------------------------- |
| Bandera de Kenia                 |
| Tusker 4º Título                 |